# Álgebra de incidência
Dados um conjunto parcialmente ordenado localmente finito X e um anel comutativo com unidade R, a álgebra de incidência de X sobre R (denotada por I(X,R)) é definida como sendo o conjunto de todas as aplicações f:X×X→R satisfazendo f(u,v)=0 se u não for menor do que v ou igual a v. A multiplicação por escalares de R e a adição dessa álgebra são usuais, a saber: (f+g)(u,v)=f(u,v)+g(u,v) e (λf)(u,v)=λ(f(u,v), para quaisquer u, v pertencentes a X e qualquer λ pertencente a R. A multiplicação dessa álgebra é definida por {\displaystyle fg(u,v)=\sum _{u\leq x\leq v}f(u,x)g(x,v)}. No caso em que X é finito há uma maneira natural de identificar a álgebra de incidência com uma subálgebra da álgebra das matrizes triangulares superiores de ordem |X| sobre R